# Soubakaniédougou
Soubakaniédougou è un dipartimento del Burkina Faso classificato come comune, situato nella Provincia  di Comoé, facente parte della regione di Tannouyan.
Il dipartimento si compone del capoluogo e di altri 13 villaggi: Badara, Damana, Dougoudioulama, Fornofesso, Gouera, Gouindougouba, Gouindougouni, Katierla, Letiefesse, Mambire, Nafona, Panga e Ziedougou.